# Claudio Gora
Claudio Gora (Emilio Giordana: Génova, 27 de julio de 1913 – Roma, 13 de marzo de 1998) fue un actor, director y guionista cinematográfico de nacionalidad italiana.

## Biografía
Su padre era el general Carlo Felice Giordana, un héroe caído en el transcurso de la Primera Guerra Mundial. Tras graduarse en derecho, Claudio Gora fundó en Génova, siendo muy joven, el Teatro Sperimentale "Luigi Pirandello". Debutó en el cine en 1939 como actor con Trappola d'amore, de Raffaello Matarazzo. Su actividad prosiguió con numerosos papeles de actor joven, entre los cuales figuran los que hizo en Torna, caro ideal de Guido Brignone (1939), Signorinette (1942) de Luigi Zampa, La storia di una capinera (1943) de Gennaro Righelli, film en el cual conoció a su futura esposa Marina Berti, Nessuno torna indietro (1943) de Alessandro Blasetti, Resurrezione (1944) de Flavio Calzavara.
Finalizada la Segunda Guerra Mundial obtuvo sus primeros compromisos de importancia en coproducciones italofrancesas como La Certosa di Parma (1947) de Christian-Jacque y Maria Antonietta, regina di Francia (1956) de Jean Delannoy.
Mientras tanto, debutó como director con un trabajo desafiante, basado en la novela revelación de Giuseppe Berto, Il cielo è rosso (1950), al cual siguió en 1953 Febbre di vivere, un valiente estudio del ambiente y costumbres de las nuevas generaciones, film basado en la obra teatral Cronaca, escrita por Leopoldo Trieste. En 1960 dirigió La contessa azzurra, film producido por el armador Achille Lauro.
Su primer papel de "autor" llegó en 1958 con La tempesta, un film histórico y de aventuras de gran presupuesto dirigido por Alberto Lattuada, que era una adaptación de la obra La hija del capitán, de Aleksandr Pushkin. Tras esa película tuvo el papel de Remo Banducci, marido de la víctima, en Un maledetto imbroglio (1959), de Pietro Germi, una adaptación de la célebre novela de Carlo Emilio Gadda Quer pasticciaccio brutto de via Merulana. I delfini de Francesco Maselli, Adua e le compagne de Antonio Pietrangeli, Tutti a casa de Luigi Comencini y Un amore a Roma de Dino Risi, fueron todas rodadas en 1960.
Otras películas destacadas fueron Una vita difficile y Fantasmi a Roma (1961), Il sorpasso (1962), Il processo di Verona (1963), Il medico della mutua (1968),  Il prof. dott. Guido Tersilli primario della clinica Villa Celeste convenzionata con le mutue (1969), Confessione di un commissario di polizia al procuratore della repubblica (1971), Gente di rispetto y La donna della domenica (1975).
Casado con la actriz Marina Berti, a la que conoció en 1942 en Turín, Gora tuvo cinco hijos, todos dedicados al mundo del espectáculo: Andrea, Marina, Carlo, Luca y Cristina.
Claudio Gora falleció en Rocca Priora, provincia de Roma, a causa de un ataque al corazón, en 1998.

## Selección de su filmografía

### Director
- Il cielo è rosso (1950)
- Febbre di vivere (1953)
- L'incantevole nemica (1953)
- La grande ombra (1956)
- Tormento d'amore (1958)
- Tre straniere a Roma (1958)
- La contessa Azzurra (1960)
- L'odio è il mio Dio (1969)
- Rosina Fumo va in città a farsi il corredo (1972)

### Actor
| - Primavera, de Giovanni Paolucci (1937) - Torna caro ideal, de Guido Brignone (1939) - Ricchezza senza domani, de Ferdinando Maria Poggioli (1939) - Melodie eterne, de Carmine Gallone (1940) - Trappola d'amore, de Raffaello Matarazzo (1940) - Amami,Alfredo, de Carmine Gallone (1940) - Amore imperiale, de Alexander Wolkoff (1941) - Il bazar delle idee, de Marcello Albani (1941) - E' caduta una donna, de Alfredo Guarini (1941) - Signorinette, de Luigi Zampa (1942) - Mater dolorosa, de Giacomo Gentilomo (1942) - Dove andiamo signora?, de Gian Maria Cominetti (1942) - Quarta pagina, de Nicola Manzari (1942) - Documento Z 3, de Alfredo Guarini (1942) - Gran premio, de Giuseppe Musso y Umberto Scarpelli (1942) - Squadriglia bianca, de Jon Sava (1943) - L'amico delle donne, de Ferdinando Maria Poggioli (1943) - La storia di una capinera, de Gennaro Righelli (1943) - Il fiore sotto gli occhi, de Guido Brignone (1944) - Resurezione, de Flavio Calzavara (1944) - Io t'ho incontrata a Napoli, de Pietro Francisci (1946) - Le modelle di via Margutta, de Giuseppe Maria Scotese (1946) - Preludio d'amore, de Giovanni Paolucci (1946) - La Certosa di Parma, de Christian-Jacque (1947) - L'isola di Montecristo, de Mario Sequi (1948) - Fanciulle di lusso, de Bernard Vorhaus (1952) - Maria Antonietta, regina di Francia, de Jean Delannoy (1956) - La tempesta, de Alberto Lattuada (1958) - Un maledetto imbroglio, de Pietro Germi (1959) - Via Margutta, de Mario Camerini (1960) - Adua e le compagne, de Antonio Pietrangeli (1960) - Tutti a casa, de Luigi Comencini (1960) - Un amore a Roma, de Dino Risi (1960) - Fantasmi a Roma, de Antonio Pietrangeli (1961) - A porte chiuse, de Dino Risi (1961) | - Una vida difícil, de Dino Risi (1961) - El hijo de Espartaco, de Sergio Corbucci (1962) - Il sorpasso, de Dino Risi (1962) - Il processo di Verona, de Carlo Lizzani (1962) - Ultimatum alla vita, de Renato Polselli (1962) - La mia signora, episodio "Eritrea", de Luigi Comencini (1964) - Intrigo a Parigi, de Jean-Paul Le Chanois (1964) - I nostri mariti, episodio "Il marito di Roberta", de Luigi Filippo D'Amico (1966) - Los despiadados, de Sergio Corbucci (1967) - Lo scatenato, de Franco Indovina (1967) - John il bastardo, de Armando Crispino (1967) - Il medico della mutua, de Luigi Zampa (1968) - La famiglia Benvenuti, de Alfredo Giannetti (1968) - Il prof. dott. Guido Tersilli primario della clinica Villa Celeste convenzionata con le mutue, de Luciano Salce (1969) - Un esercito di 5 uomini, de Italo Zingarelli (1969) - Michele Strogoff, corriere dello zar, de Eriprando Visconti (1970) - Il caso "Venere privata", de Yves Boisset (1970) - I giovedì della signora Giulia, de Paolo Nuzzi y Massimo Scaglione (1970) - Confessione di un commissario di polizia al procuratore della repubblica, de Damiano Damiani (1971) - Siamo tutti in libertà provvisoria, de Manlio Scarpelli (1971) - Valeria dentro e fuori, de Brunello Rondi (1972) - La polizia sta a guardare, de Roberto Infascelli (1973) - Il piatto piange, de Paolo Nuzzi (1974) - La donna della domenica, de Luigi Comencini (1975) - Il vangelo secondo Simone e Matteo, de Giuliano Carmineo (1975) - L'uomo della strada fa giustizia, de Umberto Lenzi (1975) - Perché si uccide un magistrato, de Damiano Damiani (1976) - El león del desierto, de Moustapha Akkad (1981) - Io so che tu sai che io so, de Alberto Sordi (1982) - Sono un fenomeno paranormale, de Sergio Corbucci (1985) - Il conte Tacchia, de Sergio Corbucci (1983) - Vacanze di Natale '91, de Enrico Oldoini (1991) |

## Trabajo televisivo
- Così è se vi pare, con Giuseppe Pagliarini, Claudio Gora y Romana Garassini. Dirección de Silverio Blasi. 17 de enero de 1958.
- Il provinciale, con Alessandro Sperlì, Marcello Di Martire y Claudio Gora. Dirección de Stefano De Stefani. 9 de agosto de 1962.
- Il Cardinale Lambertini, de Alfredo Testoni, con Claudio Gora, Diego Michelotti y Mario Pisu. Dirección de Silverio Blasi. 22 de abril de 1963.
- Champignol senza volerlo, con Anna Maria Gherardi, Maria Teresa Vianello y Claudio Gora. Dirección de Silverio Blasi. 25 de febrero de 1963.
- Vita di Dante. Dirección de Vittorio Cottafavi, 1965.
- Maria Stuarda, con Gianni Galavotti, Edda Soligo y Claudio Gora. Dirección de Luigi Squarzina. 8 de septiembre de 1968.
- Il corvo, con Claudio Gora, Marina Berti y Roberto Herlitzka. Dirección de Leonardo Cortese. 4 de agosto de 1970.
- La signora dalle camelie, con Bianca Galvan, Massimo Foschi y Claudio Gora. Dirección de Vittorio Cottafavi. 24 de septiembre de 1971.